# Доџо
Доџо (јап.  — „место пута”) је место за тренинг за било коју од јапанских до вештина, али обично се сматра формалним местом окупљања ученика борилачких вештина ради тренинга, полагања или других сусрета.
Концепт доџоа као тренинг места за борилачке вештине је западњачки концепт; У Јапану се сваки тренинг простор, укључујући професионалне рвачке школе, може назвати доџо у зависности од контекста.

## Доџо борилачких вештина
Доџо је физичка локација - може бити зграда, сала искључиво за сврху учења борилачких вештина. Данас се користи и за друге активности, односно за своје активности у служби доџоа користе се одговарајући објекти. Правилан доџо јапанских борилачких вештина сматра се специјалним и о њему се корисници веома добро старају. У многим стиловима традиција је да се обави ритуално чишћење доџоа на крају сваког тренинга (соџи). Осим очигледних хигијенских користи редовног чишћења ово служи да истакне чињеницу да о доџоу треба да се брину ученици, а не инструктори. Овај став се изгубио у многим модерним, комерцијалним доџоима које је основала и води мала група људи или инструктора. У ствари, није неуобичајено да се у традиционалним школама (koryu), доџо ретко користи за тренинг, већ је уместо тога више резервисан за симболичке и формалне прилике. А тренинг се изводи обично напољу или у мање формалном простору. 
Многи традиционални доџои прате унапред задати шаблон са шоменом и више улаза који се користе у зависности од учениковог или инструкторовог нивоа. Обично, ученици ће ући у доњем левом углу доџоа (у односу на шомен) а инструктори у горњем десном углу. Такође шомен најчешће садржи камидану - место за шинто олтар и друге предмете. Поред овога и други предмети могу бити изложени по читавом доџоу, као нпр. канбан који опуномоћује школу у смислу стила или стратегије, тајко бубњеви, или оклоп (јорој). А није неуобичајено ни да име доџоа као и доџо кун буду истакнути у шомену. Посетиоци такође имају посебно место резервисано за њих, у зависности од њиховог ранга и положаја. Оружје и друга тренинг опрема се углавном налазе на зиду.
Прави пример традиционалног кендо доџоа је Нома доџо у Токију.
Хомбу доџо или хонбу доџо се сматра административним седиштем стила или групе одређене борилачке вештине.
Неки од познатих хомбу доџоа лоцираних у Јапану су:
- Кодокан
- Аикикаи хомбу доџо
- Буџикан хомбу доџо

## Доџо у Зен будизму
Израз доџо се такође користи за салу за медитацију у којој Зен будисти медитирају. Понекад се користи уместо појма зендо који је карактеристичнији и распрострањенији. Европске Сото и Зен групе повезане са Међународном Зен Асоцијацијом радије користе израз доџо него зендо за своје сале за медитацију као што је то чинио и њихов оснивач Тајсен Дешимару.